# Agrostis royleana
Agrostis royleana é uma espécie de gramínea do gênero Agrostis, pertencente à família Poaceae.